# ريتشارد داهل
ريتشارد داهل (المعروف أيضًا باسم ريكارد دال؛ 5 أغسطس 1933 - 8 أغسطس 2007)، رياضي سويدي في سباقات المضمار والميدان شارك في الوثب العالي. تميزت مسيرته القصيرة بفوز مفاجئ في بطولة أوروبا لألعاب القوى عام 1958 برقم قياسي بلغ 2.12 م (6 قدم 11).